# Chicco e Spillo
Chicco e Spillo è un singolo del cantautore italiano Samuele Bersani, pubblicato nel 1992 come secondo estratto dal primo album in studio C'hanno preso tutto.

## Descrizione
Dopo aver collaborato con Lucio Dalla nel 1991, all'interno del tour dell'album Cambio con la canzone Il mostro, Bersani esordisce con questo singolo conquistando subito le radio ed una fetta di pubblico giovanile e partecipando nell'estate 1993 al Festivalbar.
Il brano, scritto dallo stesso Bersani, è la storia di due fratelli, detti appunto Chicco e Spillo, due giovani delinquenti tossicodipendenti, che tentano il "colpaccio" rapinando un negozio. Il furto va a buon fine, ma i due in fuga con il motorino vengono intercettati dalla polizia. Nell'inseguimento i due ragazzi finiscono arrestati dalla polizia (anche se la cosa non si evince né dal video né dal testo).
Nonostante il tema trattato, il brano ha una sonorità molto solare ed allegra, ed il tono del brano in generale è più canzonatorio, che pretestuosamente serioso.
Ne esiste una versione inedita interpretata dal rapper Frankie hi-nrg mc, in coppia con lo stesso Bersani.
Il brano è stato inserito anche nella raccolta del cantautore Che vita! Il meglio di Samuele Bersani del 2002 e successivamente nella raccolta Psyco - 20 anni di canzoni nel 2012.
Il brano compare anche nell'album dal vivo di Bersani La fortuna che abbiamo del 2016, interpretato insieme a Caparezza e gli Gnu Quartet.

## Video musicale
Il video, girato nel 1991 e diretto da Ambrogio Lo Giudice, è stato pubblicato sul canale YouTube del cantante.

## Tracce
1. Chicco e Spillo
2. Chicco e Spillo (Molella remix)
3. Chicco e Spillo (Fargetta remix)

## Cover
Il brano è stato ripreso dal rapper Frankie hi-nrg mc nel suo album DePrimoMaggio del 2008 e dal rapper HegoKid nell'album Il suono del peccato del 2011.